# Parafia Nawiedzenia Najświętszej Maryi Panny w Tarnówce
Parafia pw. Nawiedzenia Najświętszej Maryi Panny w Tarnówce – rzymskokatolicka parafia należąca do dekanatu Jastrowie, diecezji koszalińsko-kołobrzeskiej, metropolii szczecińsko-kamieńskiej. Została utworzona w 1951 roku. Siedziba parafii mieści się przy ulicy Niepodległości.

## Miejsca święte

### Kościół parafialny
Kościół parafialny został zbudowany w 1773, poświęcony 1975.

### Kościoły filialne i kaplice
- Kościół Świętej Rodziny w Osówce
- Kościół Najświętszego Serca Pana Jezusa w Piecewie
- Kościół Najświętszego Serca Pana Jezusa w Płytnicy
- Kościół Podwyższenia Krzyża Świętego w Sokolnej
- Kaplica pw. Matki Bożej Bolesnej w Bartoszkowie